# Agulla unicolor
Agulla unicolor är en halssländeart som beskrevs av Carpenter 1936. Agulla unicolor ingår i släktet Agulla och familjen ormhalssländor. Inga underarter finns listade i Catalogue of Life.